# Pentium 4-M
Pentium 4-M （ペンティアム 4 エム）は、インテルが2002年3月4日に発表した、主にノートパソコン向けのx86アーキテクチャのマイクロプロセッサである。
正式名称は Mobile Intel Pentium 4 processor-M（モバイル インテル ペンティアム 4 プロセッサ エム） 。Pentium 4のNetBurstマイクロアーキテクチャをベースにノートパソコン用機能を有効にして出荷したものである。

## 概要
Mobile Pentium III-Mの後継。同社のモバイル版CPUの中で、NetBurstマイクロアーキテクチャを採用した最初のCPUである。他にMobile Celeronが存在する。
基本的な仕様はPentium 4と同じである。しかし発熱や電力消費に問題点があるNetBurstマイクロアーキテクチャで低消費電力を実現するため、Mobile Pentium III-Mで採用された拡張版SpeedStepの他に CPUの作業が無くなったとき（アイドル時になったとき）瞬時に最低動作電圧以下の電圧になり、CPUの作業が始まった時、また通常の電圧に戻すDeeperSleepモードなどを備えており、これらの機能により平均消費電力を2ワット以下に抑えている。
そのプロセッサ毎に必要廃熱性能指標とも言えるTDPが設定されているが、発熱は動作クロック周波数に比例すると言われているので、ごく初期の製品を除いて本来の処理を行うとTDP枠に収まり切れないことは明らかである。そのため、TDP以上の廃熱（冷却）能力を持つ筐体でなければ本来の性能にはならず、本来の処理能力より劣る。新製品への期待と、際限なく増大する消費電力とTDP枠との間にジレンマを抱えている。
Pentium Mの発表により、モバイル向けプロセッサの地位を明け渡した。以降は（デスクノートPCなどとも呼ばれる）デスクトップ代替ノートパソコン用プロセッサとしての役目を果たすこととなる。

## モバイル向けラインナップ

### NetBurst世代
Northwood
初期に登場したFSBが400MHzのモデルでは、通常モードと低消費電力モードの動作電圧はそれぞれ1.30Vと1.20V。低消費電力モードでの動作クロック周波数は1.20GHzである。
中期にはFSBが533MHzのモデルが登場。消費電力の増大を抑えられず、動作クロック周波数を高めるのをTDP枠を拡大することで回避した。それまでは発熱を抑えるために省電力モードでなくても動作を間引かざるを得ない状態で、実際の動作クロック周波数よりも処理能力は低くなってしまっていた。動作電圧は1.525V。省電力モードは1.20V動作で1.60GHz。
後期にはHyper-Threadingに対応したモデルが登場した。動作電圧は2.66・2.80GHzは1.525Vで3.06・3.20GHzが1.550V。省電力モードは1.20V動作で1.60GHz。
- 対応ソケット: Socket 478

| CPU                   | CPU            | CPU               | TDP (W) | FSB (MHz) |
| コア数 （スレッド数） | クロック (GHz) | L2キャッシュ (MB) | TDP (W) | FSB (MHz) |
| --------------------- | -------------- | ----------------- | ------- | --------- |
| 1 (2)                 | 3.2            | 0.5               | 76      | 533       |
| 1 (2)                 | 3.06           | 0.5               | 70      | 533       |
| 1 (2)                 | 2.8            | 0.5               | 68.4    | 533       |
| 1 (2)                 | 2.66           | 0.5               | 66.4    | 533       |
| 1 (2)                 | 2.4            | 0.5               | 59.8    | 533       |
| 1 (1)                 | 3.06           | 0.5               | 70      | 533       |
| 1 (1)                 | 2.8            | 0.5               | 68.4    | 533       |
| 1 (1)                 | 2.66           | 0.5               | 66.4    | 533       |
| 1 (1)                 | 2.4            | 0.5               | 59.8    | 533       |
| 1 (1)                 | 2.6            | 0.5               | 35      | 400       |
| 1 (1)                 | 2.5            | 0.5               | 35      | 400       |
| 1 (1)                 | 2.4            | 0.5               | 35      | 400       |
| 1 (1)                 | 2.3            | 0.5               | 35      | 400       |
| 1 (1)                 | 2.2            | 0.5               | 35      | 400       |
| 1 (1)                 | 2.0            | 0.5               | 32      | 400       |
| 1 (1)                 | 1.9            | 0.5               | 32      | 400       |
| 1 (1)                 | 1.8            | 0.5               | 30      | 400       |
| 1 (1)                 | 1.7            | 0.5               | 30      | 400       |
| 1 (1)                 | 1.6            | 0.5               | 26.9    | 400       |
| 1 (1)                 | 1.5            | 0.5               | 25.8    | 400       |
| 1 (1)                 | 1.4            | 0.5               | 20.8    | 400       |

Prescott
プロセッサー・ナンバーを採用した。FSBが800MHzの製品も予定されていたが、キャンセルされた。
- 対応ソケット: Socket 478

| 型番 | CPU                   | CPU            | CPU               | TDP (W) | FSB (MHz) |
| 型番 | コア数 （スレッド数） | クロック (GHz) | L2キャッシュ (MB) | TDP (W) | FSB (MHz) |
| ---- | --------------------- | -------------- | ----------------- | ------- | --------- |
| 552  | 1 (2)                 | 3.46           | 1                 | 88      | 533       |
| 548  | 1 (2)                 | 3.33           | 1                 | 88      | 533       |
| 538  | 1 (2)                 | 3.2            | 1                 | 88      | 533       |
| 532  | 1 (2)                 | 3.06           | 1                 | 88      | 533       |
| 518  | 1 (2)                 | 2.8            | 1                 | 88      | 533       |